# 강원도가 좋다
《강원도가 좋다》는 KBS 춘천 1TV에서 매주 월요일부터 목요일 오후 5시 45분에 방송 중인 강원 지역 저녁 교양 프로그램이다.

## 기획 의도
강원도 내 화제의 현장과 관심사를 소개하고 오늘을 사는 강원인을 만나봄으로써 현재 강원도의 모습을 조명

## 경쟁 프로그램
- 강원 365 (MBC 강원영동 TV, 원주MBC TV, 춘천MBC TV)
- 강원매거진 7 (G1 TV)